# Philip Tarlue
Philip Tarlue (Yepeka, 1977. december 23. –) libériai válogatott labdarúgó.

## Sikerei
- Magyar kupa
  - győztes: 1995–1996

## Mérkőzései a libériai válogatottban
| #  | Dátum            | Ellenfél | Eredmény | Kiírás        | Esemény    |
| -- | ---------------- | -------- | -------- | ------------- | ---------- |
| 1. | 1999. január 24. | Uganda   | 2 – 0    | ANK-selejtező | becserélve |